# Julian Fane
Julian Fane é um artista canadense de Vancouver que lançou seu álbum de estréia, Special Forces, em 2004. Julian já foi membro da banda Waikiki e fez música eletrônica sob os nomes de Aardvark Interface e Taoist Blockade. Antes de se tornar músico ele era um day trader na NASDAQ. Sua música já foi comparada com as bandas Sigur Rós e Radiohead.
Julian foi o tecladista no EP Daylight For Delay da banda Astoria.

## Discografia

### Álbuns
- Special Forces (Planet Mu, 2004)
- Our New Quarters (Planet Mu, 2007)